# UP-UX
UP-UXは、NECがUP4800向けに開発・供給したUNIXである。後にEWS4800向けのEWS-UXと統合されUX/4800となった。

## バージョン
- UP-UX/V
  - SVR4ベース
  - R3000、R4000、R4400を搭載したUP4800シリーズのシステムに対応
- UP-UX/V(Rel4.2MP)
  - SVR4.2MPベース
  - R4400MCを使用したマルチプロセッサシステムにも対応